# Around the Fur
Around the Fur is het tweede studioalbum van de Amerikaanse band Deftones en kwam uit op 28 oktober 1997. De nummers "My Own Summer (Shove It)" en "Be Quiet and Drive (Far Away)" werden beiden als single uitgebracht met bijbehorende videoclips.

## Achtergrond
Na eerst een fan-schare te hebben opgebouwd door het underground succes van hun debuutalbum Adrenaline (1995), vestigde Deftones zich met Around the Fur op de voorgrond van de alternatieve metal-scene van de jaren negentig.
In het nummer "Headup" levert Max Cavalera, toentertijd spelend in Sepultura, een bijdrage. Het nummer was geschreven door Cavalera en Chino Moreno als manier van rouwverwerking voor het verlies van Cavalera's stiefzoon en Moreno's vriend Dana Wells.
Around the Fur is het eerste Deftones-album waaraan Frank Delgado meewerkte als gastmuzikant. In 1999 zou hij zich definitief bij de band voegen.

## Tracks
Alle nummers geschreven door Deftones, behalve "Headup" door Deftones en Max Cavalera.
1. "My Own Summer (Shove It)" – 3:35
2. "Lhabia" – 4:11
3. "Mascara" – 3:45
4. "Around the Fur" – 3:31
5. "Rickets" – 2:42
6. "Be Quiet and Drive (Far Away)" – 5:08
7. "Lotion" – 3:57
8. "Dai the Flu" – 4:36
9. "Headup" (feat. Max Cavalera) – 5:12
10. "MX" – 37:18
  - "MX" bevat de hidden tracks "Bong Hit" en "Damone".

De exacte indeling van "MX" is als volgt:
0:00 - 4:52 "MX" | 4:53 - 19:31 stilte | 19:32 - 19:55 "Bong Hit" | 19:56 - 32:34 stilte | 32:35 - 37:18 "Damone"

## Bezetting
Bandleden:
- Stephen Carpenter — gitaar
- Chi Cheng — basgitaar
- Abe Cunningham — drums
- Chino Moreno — zang

Gastmusici en producenten:
- Frank Delgado — audio-effecten (op "My Own Summer (Shove It)", "Around the Fur", "Dai the Flu", "Headup" en "MX")
- Matt Bayles — assistent Terry Date
- Max Cavalera — aanvullende zang en gitaar (op "Headup")
- Annalynn Cunningham – aanvullende zang (op "MX")
- Terry Date — productie, mixdown, opname
- Steve Durkee – assistent Ulrich Wild
- Ted Jensen — mastering
- Rick Kosick — fotografie
- Kevin Reagan – beeldredactie en design
- Ulrich Wild – mixdown, opname, digital editing